# Список тюрем в Канаде
Ниже представлен список учреждений Исправительной службы Канады по округам. Каждая канадская провинция и территория располагает т. н. «провинциальными» тюрьмами, в которых отбываются сроки заключения до 2 лет без одного дня. Все остальные сроки заключения (2 года и более) должны отбываться в федеральном учреждении.
Если преступник находится в федеральной юрисдикции, он должен пройти серию проверок и исследований для определения уровня необходимой охраны. Осуждённые за убийство автоматически направляются в исправительные тюрьмы с максимальным уровнем охраны, остальные распределяются по тюрьмам со средним и минимальным уровнем.
Провинциальное учреждение обычно называется «тюрьмой», федеральное — «исправительной тюрьмой».

## Учреждения для мужчин
Атлантический округ
- Исправительная тюрьма Дорчестера
- Учреждение Атлантик
- Учреждение Спрингхилл
- Учреждение Уэстморленд

Округ Квебек
- Учреждение Аршамбо
- Учреждение Доннакона
- Учреждение Драммонд
- Учреждение Кауансвилл
- Учреждение Ла-Маказа
- Учреждение Леклерк
- Учреждение Монте-Сен-Франсуа
- Учреждение Пор-Картье
- Учреждение Сент-Анн-де-Плен
- Федеральный учебный центр

Округ Онтарио
- Исправительная тюрьма Кингстон
- Учреждение Бат
- Учреждение Бивер-Крик
- Учреждение Джойсвилл
- Учреждение Коллинс-Бей
- Учреждение Миллхейвен
- Учреждение Питсбург
- Учреждение Уоркворт
- Учреждение Фенбрук
- Учреждение Фронтенак

Округ Прерий
- Исправительная тюрьма Саскачевана
- Учреждение Боуден
- Учреждение Гранд-Каш
- Учреждение Драмхеллер
- Учреждение Ривербенд
- Учреждение Роквуд
- Учреждение Стони-Маунтин
- Учреждение Эдмонтон
- Центр Грайерсон
- Центр Пе-Сакастев

Тихоокеанский округ
- Исправительный корпус
- Исправительный корпус Уиллоу-Кри
- Учреждение Кент
- Учреждение Матски
- Учреждение Маунтин
- Учреждение Мишн
- Учреждение Уильям-Хед
- Учреждение Ферндейл
- Учреждение Фрейзер-Вэлли

## Учреждения для женщин
- Исправительный корпус Окимав-Охци
- Учреждение Гранд-Вэлли для женщин
- Учреждение Жольет
- Учреждение Изабел-Макнил
- Учреждение Нова для женщин
- Учреждение Эдмонтон для женщин

## Муниципальные исправительные центры
- Административное бюро муниципальных исправительных служб
- Исправительный корпус Стэн-Дэниелс
- Квебекский округ и Муниципальный исправительный центр Марсель-Карон
- Муниципальный исправительный центр Гамильтон
- Муниципальный исправительный центр Карлтон
- Муниципальный исправительный центр Кил
- Муниципальный исправительный центр Ошлага
- Муниципальный исправительный центр Мартино
- Муниципальный исправительный центр Оджилви
- Муниципальный исправительный центр Осборн
- Муниципальный исправительный центр Оскана
- Муниципальный исправительный центр Партаун
- Муниципальный исправительный центр Портсмут
- Муниципальный исправительный центр Сент-Джонс
- Муниципальный исправительный центр Шербрук
- Окружное бюро Лаврентиды и Муниципальный исправительный центр Лаферьер
- Окружное бюро Муниципального исправительного центра Сьюмас
- Филиал Центра Карлтон